# Hamlet (film, 1996)
Pour les articles homonymes, voir Hamlet (homonymie).
Pour plus de détails, voir Fiche technique et Distribution.
Hamlet est un film américano-britannique réalisé par Kenneth Branagh, sorti en 1996.
Ce film fait partie des adaptations cinématographiques des pièces de théâtre de William Shakespeare réalisées par Kenneth Branagh. Il s'agit de la seule adaptation avec le texte complet de l’auteur, sans coupe : la durée du film est ainsi de quatre heures et deux minutes.

## Synopsis
Hamlet est un jeune prince danois. Accablé par la mort de son père et toujours livré à son propre chagrin, il voit la Cour du royaume et sa mère reprendre (trop) paisiblement le fil de leur existence. Claudius, frère du défunt monarque et oncle d'Hamlet, est proclamé roi et épouse son ex-belle-sœur. Sans réconfort, Hamlet se morfond, en proie à la mélancolie, jusqu'à ce qu'un soir, il rencontre le fantôme de son père qui lui dévoile une effroyable vérité sur la cause de sa mort. Claudius est en fait le meurtrier du vieux roi. Le spectre réclame donc vengeance. Mais la tâche est ardue. Pour se venger, Hamlet devra mimer le fou, abandonner sa bien-aimée, l'innocente Ophélie, et mentir à sa mère.
Le doute et l'hésitation le rongent pourtant et il a peur du meurtre, peur de la vérité, peur de son devoir de fils.

## Fiche technique
- Réalisation : Kenneth Branagh
- Scénario : Kenneth Branagh, d'après la pièce Hamlet de William Shakespeare
- Photographie : Alex Thomson
- Musique : Patrick Doyle
- Production : David Barron
- Sociétés de distribution : Columbia Pictures, Castle Rock Entertainment
- Langue originale : anglais
- Pays de production :  États-Unis,  Royaume-Uni
- Durée : 242 minutes
- Dates de sortie :
  - États-Unis : 25 décembre 1996
  - France : 14 mai 1997

## Distribution
- Kenneth Branagh (VF : Philippe Torreton) : Hamlet, le prince du Danemark
- Julie Christie (VF : Francine Bergé) : Gertrude, la reine
- Derek Jacobi (VF : François Marthouret) : Claudius, le roi
- Nicholas Farrell : Horatio, ami d'Hamlet
- Richard Briers : Polonius, lord-chambellan
- Michael Maloney (VF : Vincent Violette) : Laërte, le fils de Polonius
- Kate Winslet (VF : Anneliese Fromont) : Ophélie, la fille de Polonius
- Robin Williams (VF : Patrick Floersheim) : Osric
- Billy Crystal (VF : Lionel Henry) : un fossoyeur
- Jack Lemmon (VF : Jean Lescot) : Marcellus
- Ian McElhinney (VF : Jo Doumerg) : Bernardo
- Judi Dench : Hécube
- John Mills : le vieux Norvège
- Brian Blessed : le fantôme du père d'Hamlet
- Richard Attenborough : l'ambassadeur anglais
- Gérard Depardieu (VF : lui-même) : Reynaldo
- John Gielgud : Priam
- Rosemary Harris (VF : Martine Sarcey) : l'actrice jouant le rôle de la reine dans la pièce
- Charlton Heston (VF : Jean Gillibert) : l'acteur jouant le rôle du roi dans la pièce
- Timothy Spall (VF : Pierre Forest) : Rosencrantz
- Reece Dinsdale (VF : Laurent Natrella) : Guildenstern
- Rufus Sewell : Fortinbras, le prince norvégien
- Michael Bryant : le prêtre
- David Yip (VF : Patrice Dozier) : Sailor One

## Production

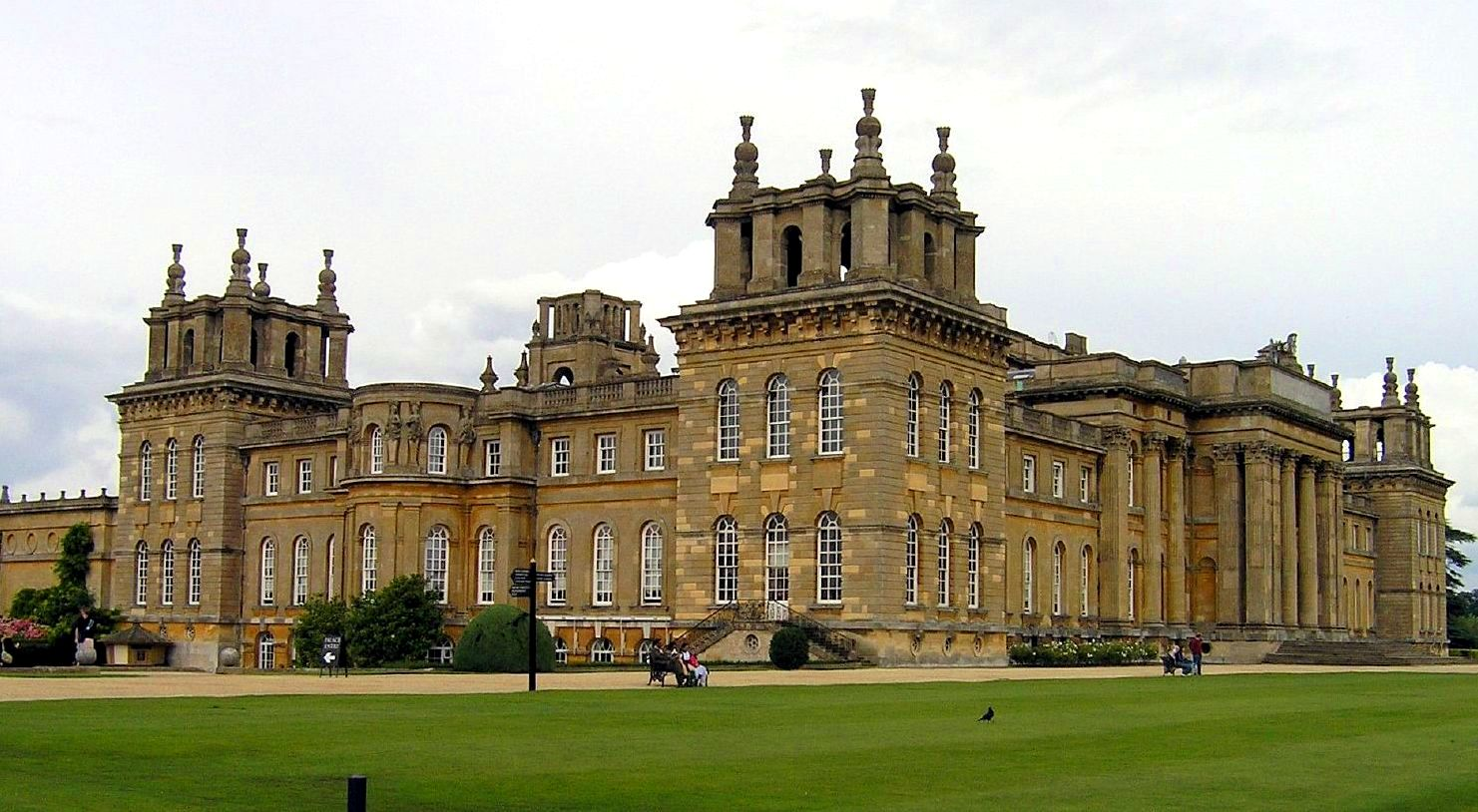
Le palais de Blenheim

C'est la troisième adaptation cinématographique d'une pièce de William Shakespeare par Kenneth Branagh, après Henry V (1989) et Beaucoup de bruit pour rien (1993). Il s'agit par ailleurs de la quarantième adaptation de la pièce Hamlet au grand écran.
Le tournage a lieu dans les studios de Shepperton ainsi qu'au palais de Blenheim dans l'Oxfordshire.

## Distinctions
Sauf indication contraire, les informations mentionnées dans cette section peuvent être confirmées par la base de données cinématographiques IMDb,  présente dans la section « Liens externes ».
- British Society of Cinematographers : Best Cinematography Award 1997 : Alex Thomson ; GBCT Operators Award : Martin Kenzie
- UK Empire Award 1998 : meilleure actrice britannique : Kate Winslet
- Evening Standard British Film Awards 1998 : prix spécial du jury : Kenneth Branagh
- San Diego Film Critics Society Awards 1996 : meilleur acteur : Kenneth Branagh